# Anthony Étrillard
Pour le prélat français, voir Jean-Marie Étrillard.

a Compétitions nationales et continentales officielles uniquement.

b Matchs officiels uniquement.
Dernière mise à jour le 16 février 2020.
Anthony Étrillard, né le 21 mars 1993, est un joueur international français de rugby à XV qui évolue au poste de talonneur.

## Biographie

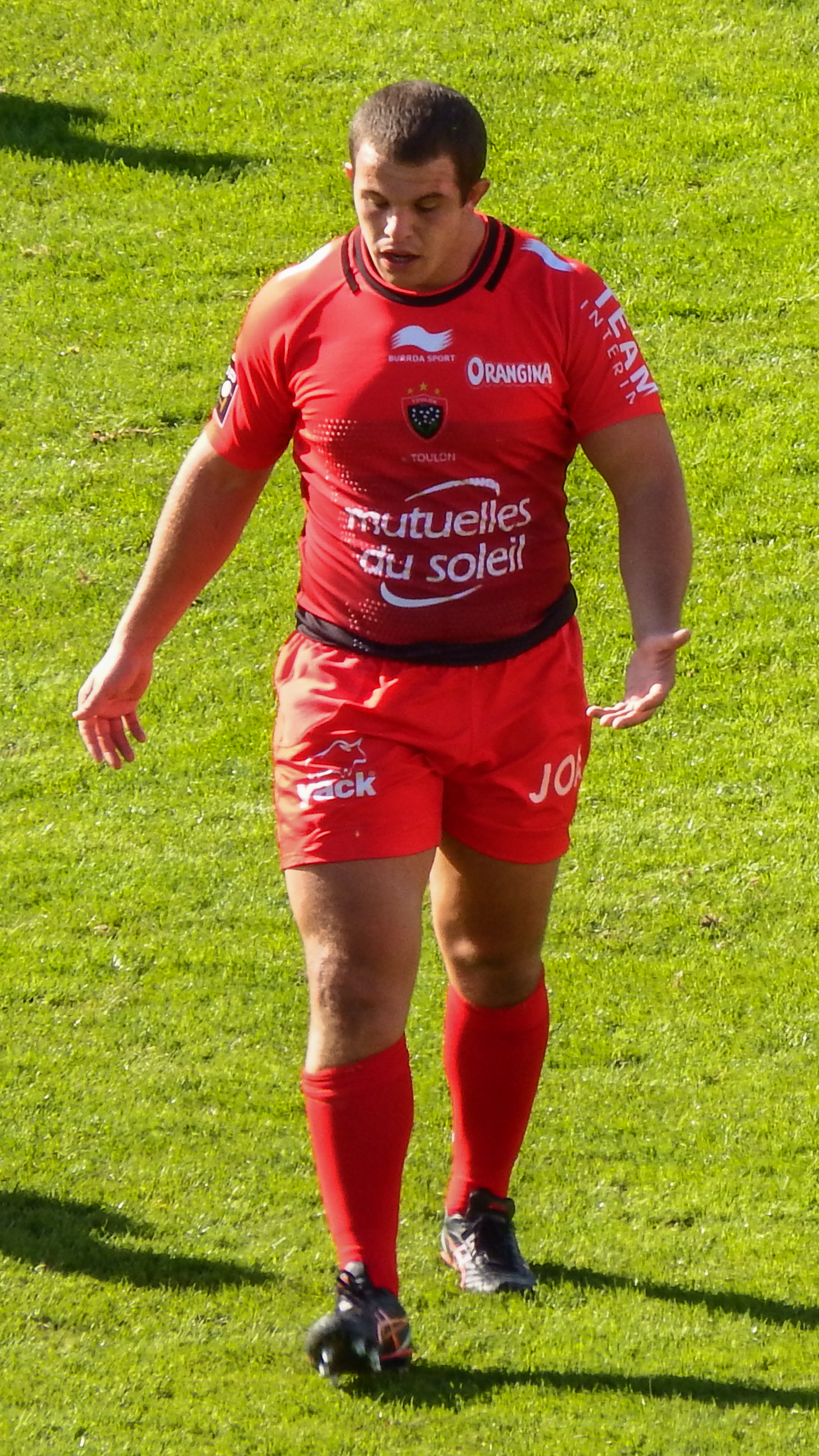
Anthony Étrillard sous le maillot du RC Toulon en 2015.

Lors de l'intersaison 2015, alors que l'Aviron bayonnais est relégué en Pro D2, il signe un contrat avec le RC Toulon. Blessé lors d'un accident de la route en scooter fin juillet, il ne porte le maillot toulonnais qu'à partir du mois d'octobre. Au milieu d'une constellation de stars, le discret talonneur se fait un nom grâce à ses performances remarquées sur le terrain.
En juin 2017, il est sélectionné pour jouer avec les Barbarians français qui affrontent l'équipe d'Afrique du Sud A les 16 et 23 juin en Afrique du Sud. Remplaçant lors du premier match puis titulaire pour le second, les Baa-baas s'inclinent 36 à 28 à Durban puis 48 à 28 à Soweto.
En novembre 2017, il est de nouveau sélectionné avec les Barbarians français pour affronter les Māori All Blacks au Stade Chaban-Delmas de Bordeaux. Les Baa-Baas parviennent à s'imposer 19 à 15.
En 2020, il est appelé pour la première fois dans le groupe de l'équipe de France pour préparer le Tournoi des Six Nations à la suite de la prise de fonction du nouveau sélectionneur Fabien Galthié. Quelques jours plus tard, il se blesse lors d'un match de challenge européen et souffre d'une fracture d'un péroné qui le prive de sélections lors du Tournoi.

## Statistiques

### Internationales
| Année | Compétition | Matchs | Points | Essais |
| ----- | ----------- | ------ | ------ | ------ |
| 2021  | Test matchs | 3      | 0      | 0      |
| Total | Total       | 3      | 0      | 0      |

## Palmarès
- RC Toulon
  - Finaliste du Championnat de France en 2016 et 2017
  - Finaliste du Challenge européen en 2020 et 2022